# Zapotito
Zapotito är en ort i Mexiko.   Den ligger i kommunen Paso de Ovejas och delstaten Veracruz, i den sydöstra delen av landet, 290 km öster om huvudstaden Mexico City. Zapotito ligger 31 meter över havet och antalet invånare är 156.
Terrängen runt Zapotito är platt. Runt Zapotito är det ganska tätbefolkat, med 80 invånare per kvadratkilometer. Närmaste större samhälle är Fraccionamiento Geovillas los Pinos, 16,7 km öster om Zapotito. Trakten runt Zapotito består till största delen av jordbruksmark.